# Chronologie des Spanischen Bürgerkriegs
Eine Chronologie des Spanischen Bürgerkriegs erlaubt die Betrachtung des Spanischen Bürgerkriegs von Juli 1936 bis April 1939 anhand einer Zeittafel.

Übersichtskarte Spanischer Bürgerkrieg

Der Spanische Bürgerkrieg wurde von den Verteidigern der Zweiten Spanischen Republik, den Republikanern (z. B. Volksfront, CNT/FAI, Republikanische Volksarmee, UGT, ERC, EAJ-PNV), einerseits und den Militärputschisten und ihren Verbündeten, den Nationalisten (z. B. Regulares, Falange, Carlisten, CEDA, Alfonsisten, FET), andererseits ausgefochten. Der Bürgerkrieg begann mit dem Militäraufstand des 17. Juli 1936 und endete mit der nationalistischen Siegeserklärung am 1. April 1939.

## Vorkriegszeit
- 1808–1814: Spanischer Widerstand gegen Napoleon Bonaparte
- 1812: Verfassung von Cádiz
- Ab etwa 1830: Wachstum des Anarchismus in Spanien
- 1833: Tod des Ferdinand VII., Abspaltung des Carlismus innerhalb des Monarchismus
- 1833–1840: Erster Carlistenkrieg[1]
- 1847–1849: Zweiter Carlistenkrieg
- Ab etwa 1870: Wachstum des Marxismus in Spanien
- 1872–1876: Dritter Carlistenkrieg
- 1873: Erste Spanische Republik
- 1879: Gründung der marxistischen PSOE
- 1898: Der Spanisch-Amerikanische Krieg endete in einer spanischen Niederlage. Spanien verlor Kuba, Puerto Rico und Philippinen an den Machtbereich der USA.
- 1910: Gründung der anarchistischen CNT
- 1914–1918: Spanische Neutralität im Ersten Weltkrieg
- 1918–1920: Spanische Grippe
- 1921–1927: Rifkrieg
- 1923–1930: Militärdiktatur unter Miguel Primo de Rivera
- 12. April 1931: Republikanische Wahlsiege bei Kommunalwahlen in vielen Provinzhauptstädten
- 14. April 1931: Proklamation der Zweiten Spanischen Republik
- 1. Mai 1931: Pro-monarchischer Pastoralbrief des Primas von Spanien Pedro Segura y Sáenz[2][3]
- 10. bis 13. Mai 1931: Antiklerikale Ausschreitungen und Übergriffe auf Kirchen und Geistliche, zunächst in Madrid, dann in ganz Spanien[3]
- 28. Juni 1931: Beginn der Wahlen zum verfassunggebenden Parlament (Cortes Constituyentes) (Parlamentswahlen in Spanien 1931)
- Januar 1932: Anarchistenaufstand in Alt Llobregat (Berguedà) in Katalonien
- 24. Januar 1932: Auflösung der Jesuiten durch die republikanische Regierung[4]:453
- 10. August 1932: Putschversuch des José Sanjurjo scheiterte[3]
- Januar 1933: Anarchistenaufstand in Casas Viejas in Andalusien[3]
- 16. Januar 1933: Gründung der alfonsistisch-monarchistischen Renovación Española
- 3. Juni 1933: Dilectissima nobis, Enzyklika des Papstes Pius XI. bezüglich der Kirchenverfolgung durch die republikanische Regierung[4]:453
- 29. Oktober 1933: Die faschistische Falange, welche sich im Frühjahr 1934 mit der JONS zusammenschließt, wurde gegründet. Führer der Falangisten war José Antonio Primo de Rivera.
- 19. November 1933: Wahlsieg der rechtsgerichteten CEDA (Parlamentswahlen in Spanien 1933). Erste Wahl in der spanischen Geschichte mit passivem und aktivem Frauenwahlrecht.[3] Anarchistischer Aufruf zum Wahlboykott trug zur Niederlage der Linken bei.[5]
- 1934 und 1935: „Schwarzes Doppeljahr“
- Oktober 1934: Anarchistenaufstand in Asturien und Katalonien (Asturischer Bergarbeiterstreik von 1934). Zur Niederschlagung der anarchistischen Unruhen wurde das spanische Militär angewendet.[6]
- September 1935: Gründung der marxistischen POUM
- 16. Februar 1936: Wahlsieg der linksgerichteten Frente Popular (Parlamentswahlen in Spanien 1936)
- März 1936: Die Falange wurde verboten. Straßenkämpfe zwischen Linken und Rechten.
- März 1936: Starker Anstieg der Landbesetzungen durch verarmte Bauern[7]
- 10. Mai 1936: Manuel Azaña wurde Präsident.
- 12. Juli 1936: Der republikanische Polizist José del Castillo Sáenz de Tejada wurde durch Falangisten ermordet.
- 13. Juli 1936: Der Monarchistenführer und konservative Politiker José Calvo Sotelo wurde durch republikanische Polizisten ermordet.[7][8]
- 17. Juli 1936: Der Militäraufstand begann. Beginn des Spanischen Bürgerkriegs.

## Kriegsjahr 1936

### Juli

Fronten im Juli 1936

- 17. bis 18. Juli 1936: Militärischer Aufstand in Nordafrika, beginnend am Abend des 17. Juli durch die Garnisonen von Melilla, Tétouan und Ceuta. Nationalistischer Sieg.[9]
- 18. Juli 1936
  - Aufstand begann auf dem spanischen Festland.
  - Nationalistische Siege in den letzten Kämpfen in Nordafrika. Der republiktreue Major Ricardo de la Puente Bahamonde (Cousin von Francisco Franco) musste den Flugplatz Sania Ramel schließlich nach Androhung eines Artillerieangriffs den Nationalisten übergeben. De la Puente Bahamonde wurde am 4. August 1936 hingerichtet.[10]
- 18. bis 20. Juli 1936: Putschversuch in Madrid wurde abgewehrt. Belagerung der Montaña-Kaserne. Republikanischer Sieg.[10][11]
- 19. Juli 1936
  - Diego Martínez Barrio diente für wenige Stunden als Ministerpräsident, aber sein Friedensangebot an die Nationalisten wurde von Emilio Mola abgelehnt. Barrio legte das Amt daraufhin nieder.[10]
  - José Giral Pereira wurde Ministerpräsident und ordnete die Austeilung von Waffen an UGT und CNT sowie die Auflösung der Armee an.[10]
  - Beginn der Belagerung von Gijón. Anarchistische Truppen der Republikaner belagerten die Simancas-Kaserne, in welcher sich nationalistische Soldaten aufhielten.[10][12]
  - Beginn der Belagerung von Oviedo[10][12]
  - Beginn der Schlacht von Guadarrama[13]
  - Beginn der Belagerung der Loyola-Kaserne in San Sebastián
- 19. bis 21. Juli 1936: Putschversuch in Barcelona wurde abgewehrt. Republikanischer Sieg.
- 20. Juli 1936
  - Beginn der Offensive von Guipúzcoa durch die Nationalisten.
  - Der nationalistische General und erfolglose Putschist des Jahres 1932 José Sanjurjo starb bei einem Flugzeugabsturz während seines Fluges von Portugal nach Spanien.[10]
  - Luftbrücke der Afrika-Armee von Marokko nach Südspanien wurde gebildet. Zunächst waren die nationalspanischen Flugverbände nur sehr langsam in der Lage, Truppen überzusetzen. Die Effizienz der Luftbrücke erhöhte sich nach dem Eintreffen deutscher Verstärkungen ab dem 28. Juli 1936.[14]
- 21. Juli 1936: Beginn der Belagerung des Alcázars von Toledo.[15]
- 22. Juli 1936: Radioerklärung des nationalistischen Generals Gonzalo Queipo de Llano, welche den Militäraufstand als im Wesen restaurativ und anti-marxistisch präsentierte.[10]
- 23. Juli 1936: Deutsche Kriegsschiffe liefen aus, um Deutschlands Interessen und Staatsbürger in Spanien zu beschützen und sich für eine Intervention im Bürgerkrieg vorzubereiten.[14] Im Laufe des Krieges kam es zu Einsätzen der Deutschland, Admiral Scheer und Admiral Graf Spee sowie von sechs Kreuzern, zwölf Torpedobooten und 14 U-Booten.[16]
- 26. Juli 1936: Adolf Hitler beschloss, volle militärische und finanzielle Unterstützung für die Nationalisten zu leisten. Sonderstab W unter Führung von Helmuth Wilberg wurde gebildet, und Unternehmen Feuerzauber vorbereitet.[14]
- 27. Juli 1936: Ende der Belagerung der Loyola-Kaserne. Republikanischer Sieg. Erschießungen konservativer Gefangener durch die anarchistischen Sieger verschlechterten die Beziehungen zwischen CNT und PNV.[10]
- 28. Juli 1936: Deutsche Flugzeuge vom Typ Junkers Ju 52/3m trafen in Spanien ein, um die Afrika-Armee über die republikanische Seeblockade hinweg von Marokko nach Südspanien zu fliegen.[14]

### August
- 1. August 1936: Ende der Schlacht von Guadarrama. Republikanischer Sieg.
- 3. August 1936: Beginn des Extremadura-Feldzugs
- 4. August 1936: Ricardo de la Puente Bahamonde wurde hingerichtet.[10]
- 7. August 1936:
  - Beginn der Schlacht von Almendralejo
  - Beginn der Schlacht von Sigüenza
- 10./11. August 1936: Extremadura-Feldzug: Schlacht von Mérida. Nationalistischer Sieg.
- 11. August 1936: Der andalusische Autonomist Blas Infante wurde von Falangisten erschossen.[17]
- 12. August 1936: Der Bischof von Jaén Manuel Basulto Jiménez wurde nach der Fahrt mit einem der „Todeszüge“ gemeinsam mit 200 weiteren Gefangenen von republikanischen Milizionären ermordet.[18]
- 13. August 1936: Rudolf von Moreau führte zwei Ju 52 zu einem Bombenangriff auf das republikanische Schlachtschiff Jaime I. Es war der erste Kampfeinsatz, der von deutschen Piloten gegen ein republikanisches Ziel geflogen wird.[14]
- 14. August 1936: Extremadura-Feldzug: Schlacht von Badajoz. Nationalistischer Sieg.
- 14./15. August 1936: Die siegreichen Nationalisten (unter Befehl von Juan Yagüe) ermordeten im Massaker von Badajoz mindestens 6.000 (und möglicherweise bis zu 12.000) Menschen.[19]
- 15. August 1936: Ende der Schlacht von Alemendralejo. Nationalistischer Sieg.
- 16. August 1936
  - Ende der Belagerung von Gijón. Republikanischer Sieg. Hinrichtung der überlebenden nationalistischen Verteidiger.
  - Beginn der Schlacht um Mallorca. Republikanische Verbände unter Alberto Bayo versuchten, die Kontrolle über Mallorca für die Republikaner zurückzugewinnen.[13][20]
- 17. August 1936: Beginn der Schlacht in der Sierra Guadalupe
- 19. August 1939: Beginn der Schlacht von Irún
- 19. bis 22. August 1939: Offensive von Córdoba. Nationalistischer Sieg.
- 26. August 1936: Landung des Italieners Arconovaldo Bonaccorsi auf Mallorca. Beginn der italienischen Besatzung von Mallorca.[20]
- 28. August 1936
  - Schlacht um Monte Pelado. Republikanischer Sieg.
  - Ende des Extremadura-Feldzugs. Nationalistischer Sieg.
- 31. August 1936: Ende der Schlacht in der Sierra Guadalupe. Nationalistischer Sieg. Fortsetzung des nationalistischen Vormarschs gegen Madrid.

### September
- 3. September 1936: Schlacht bei Talavera.
- 4. September 1936
  - Ende der Schlacht um Mallorca. Nationalistischer Sieg. Mallorca verblieb unter italienischer Besatzung und damit bei den Nationalisten.
  - José Giral Pereira trat vom Amt des Premierministers der Republik zurück. Francisco Largo Caballero wurde Premierminister.[21]
- 5. September 1936: Ende der Schlacht von Irún. Nationalistischer Sieg.
- 5./6. September 1936: Schlacht von Cerro Muriano
- 8. September 1936: Im Hafen von Lissabon meuterten drei portugiesische Kriegsschiffe, wobei die Besatzungen das Ziel verfolgen, sich den spanischen Republikanern anzuschließen. Die Schiffe wurden von portugiesischen Küstenbatterien zum Einlenken bewegt.[22]
- 9. September 1936: Erste Sitzung des Komitees für Nichteinmischung in die Angelegenheiten Spaniens in London[23][24]
- 13. September 1936: Ende der Offensive von Guipúzcoa. Nationalistischer Sieg. Eroberung der Provinz Gipuzkoa und der Stadt San Sebastián. Trennung des republikanischen Baskenlands von der französischen Grenze.[25]
- 14. September 1936: Beginn der Belagerung des Santuario de Nuestra Señora de la Cabeza
- 19. September 1936: Aufstand in Spanisch-Guinea 1936
- 27. September 1936: Ende der Belagerung des Alcázars von Toledo. Nationalistischer Sieg. Rettung der Belagerten durch nationalistische Verstärkung.[26][27]

### Oktober
- Oktober 1936: Beginn der Belagerung von Madrid. Andauernde Belagerung bis März 1939.
- 7. Oktober 1936: Ein deutscher Panzerverband („Panzertruppe Drohne“), kommandiert von Wilhelm von Thoma und zumeist mit Panzerkampfwagen I ausgestattet, traf in Spanien ein.[14]
- 15. Oktober 1936: Ende der Schlacht von Sigüenza. Nationalistischer Sieg.
- 16. Oktober 1936: Ende der Belagerung von Oviedo. Nationalistischer Sieg. Die Belagerer mussten sich nach Eintreffen nationalistischer Verstärkung zurückziehen. Schwere Verluste der nationalistischen Verteidiger.
- 23. Oktober 1936: Die republikanische Regierung beschuldigte (wahrheitsgemäß) die portugiesische Regierung, die Nichteinmischungsauflagen zu verletzen.[22]
- 24. Oktober 1936: Panzereinheiten der Sowjetunion erreichten Spanien.[28]
- 29. Oktober 1936: Schlacht von Seseña. Nationalistischer Sieg.
- 30. Oktober 1936: Hitler gab den Befehl zur Aufstellung der Legion Condor.[14][29]

### November

Fronten im November 1936

- 8. November 1936: Nationalistischer Sturmangriff auf die Stadt Madrid („Schlacht um Madrid“)[28]
- 15. bis 23. November 1936: Schlacht um Madrid: Schlacht um Ciudad Universitaria. Republikanischer Sieg.
- 20. November 1936: José Antonio Primo de Rivera, der seit dem 20. März 1936 inhaftierte Falangistenführer, wird in Alicante hingerichtet.
- 23. November 1936: Republikanischer Sieg in der Schlacht um Madrid. Fortsetzung der Belagerung von Madrid durch die Nationalisten.
- 29. November 1936: Beginn der Ersten Schlacht an der Corunna-Straße
- 30. November 1936: Beginn der Villarreal-Offensive

### Dezember
- 3. Dezember 1936: Ende der Ersten Schlacht an der Corunna-Straße. Republikanischer Sieg.
- 13. Dezember 1936: Beginn der Offensive von Aceituna
- 14. Dezember 1936: Beginn der Zweiten Schlacht an der Corunna-Straße
- 23. Dezember 1936: Ende der Zweiten Schlacht an der Corunna-Straße. Republikanischer Sieg.
- 27. bis 29. Dezember 1936: Schlacht von Lopera. Nationalistischer Sieg.
- 31. Dezember 1936: Ende der Offensive von Aceituna. Nationalistischer Sieg.

## Kriegsjahr 1937

### Januar
- 3. Januar 1937: Beginn der Dritten Schlacht an der Corunna-Straße
- 15. Januar 1937: Ende der Dritten Schlacht an der Corunna-Straße. Republikanischer Sieg.

### Februar
- 3. Februar 1937: Beginn der Schlacht von Málaga
- 6. Februar 1937: Beginn der Schlacht am Jarama[28]
- 8. Februar 1937: Ende der Schlacht von Málaga. Entscheidender nationalistischer Sieg.
- 10. Februar 1937: Málaga vollständig unter nationalistischer Kontrolle[28]
- 27. Februar 1937: Ende der Schlacht am Jamara. Taktisches Unentschieden, strategischer republikanischer Sieg.

### März
- 6. März 1937: Beginn der Schlacht um Pozoblanco
- 8. März 1937: Beginn der Schlacht bei Guadalajara. Angriff der italienischen CTV in Richtung Madrid.[28]
- 16. bis 18. März 1937: Luftangriff auf Barcelona
- 23. März 1937: Ende der Schlacht bei Guadalajara. Republikanischer Sieg. Italienische CTV gestoppt.[28]
- 31. März 1937
  - Beginn des Biskaya-Feldzugs
  - Luftangriff auf Durango[30][31]
  - Beginn des Kriegs im Norden

### April
- 1. April 1937: Luftangriff auf Jaén
- 16. April 1937: Ende der Schlacht um Pozoblanco. Republikanischer Sieg.
- 19. April 1937: Regierungskrise in Nationalspanien. Falangisten und Carlisten von Franco Falange Española Tradicionalista y de las JONS zwangsvereinigt.[28]
- 26. April 1937: Luftangriff auf Guernica[32][33]

### Mai
- 1. Mai 1937: Ende der Belagerung des Santuario de Nuestra Señora de la Cabeza (seit 14. September 1936). Republikanischer Sieg.
- 4. bis 8. Mai 1937: Maiereignisse in Barcelona. Bürgerkriegsähnliche Kämpfe innerhalb der republikanischen Fraktion zwischen CNT, FAI und POUM einerseits und PCE und PSUC andererseits.[34]
- 15. Mai 1937: Nachdem Caballero es ablehnt, die POUM zu verbieten, verließen die Kommunisten das Kabinett der Republik.[35]
- 17. Mai 1937: Francisco Largo Caballero trat vom Amt des Premierministers der Republik zurück. Azaña benannte Juan Negrín als neuen Premierminister.[36]
- 29. Mai 1937: Angriff durch republikanische Flugzeuge (mit sowjetischen Piloten) auf das deutsche Panzerschiff Deutschland, vor Anker vor Ibiza. Die Besatzung erlitt 31 Tote und 74 Verwundete.[37]
- 31. Mai 1937: Beginn der Segovia-Offensive[30]

### Juni
- 3. Juni 1937: Der nationalistische General Emilio Mola starb bei einem Flugzeugunglück.[30]
- 4. Juni 1937: Ende der Segovia-Offensive. Nationalistischer Sieg.
- 12. Juni 1937: Beginn der Schlacht von Bilbao
- 12. Juni 1937: Beginn der Huesca-Offensive[30]
- 19. Juni 1937: Ende der Schlacht von Bilbao. Nationalistischer Sieg.
- 19. Juni 1937: Ende der Huesca-Offensive. Nationalistischer Sieg.

### Juli
- 1. Juli 1937: Ende des Biskaya-Feldzugs. Nationalistischer Sieg.
- 5. Juli 1937: Beginn der Schlacht von Albarracín
- 6. Juli 1937: Beginn der Schlacht von Brunete[28][38]
- 25. Juli 1937: Ende der Schlacht von Brunete. Nationalistischer Sieg.[28][38]

### August
- 10. August 1937: Befehl der republikanischen Regierung, den anarchistischen Regionalen Verteidigungsrat von Aragon (spanisch: Consejo Regional de Defensa de Aragón) aufzulösen.[28]
- 11. August 1937: Ende der Schlacht von Albarracín. Nationalistischer Sieg.
- 14. August 1937: Beginn der Schlacht um Santander
- 24. August 1937: Pakt von Santoña zwischen der baskischen PNV (Republikaner) und den italienischen CTV (Nationalisten).[30]
- 24. August 1937: Beginn der republikanischen Saragossa-Offensive. Beginn der Schlacht von Belchite.

### September
- 1. September 1937: Beginn der Asturienoffensive[31]
- 6. September 1937: Beginn der Schlacht von El Mazuco
- 7. September 1937: Ende der Schlacht von Belchite (taktischer republikanischer Sieg). Damit verbunden der Abbruch der republikanischen Saragossa-Offensive (taktischer nationalistischer Sieg).
- 10. September 1937: Konferenz von Nyon bezüglich der Angriffe unbekannter (es war allen Teilnehmern klar, dass die fraglichen Schiffe italienisch waren) Unterseeboote auf Frachtschiffe. Italien und Deutschland nehmen nicht teil.[39][40]
- 17. September 1937: Ende der Schlacht um Santander. Nationalistischer Sieg.
- 20. September 1937: Ende der Schlacht von El Mazuco. Nationalistischer Sieg.
- 22. September 1937: Beginn der Schlacht von Sabiñánigo

### Oktober

Fronten im Oktober 1937

- 21. Oktober 1937. Ende der Asturienoffensive. Nationalistischer Sieg. Ende des Kriegs im Norden.

### November
- 8. November 1937: Ende der Schlacht von Sabiñánigo. Unentschieden.

### Dezember
- 15. Dezember 1937: Beginn der Schlacht von Teruel.

## Kriegsjahr 1938

### Januar
- 7. Januar 1938: Schlacht von Teruel: Teruel wird von den Republikanern erobert.[41]
- 10. Januar 1938: Schlacht von Teruel: Die Republikaner in Teruel wurden von nationalistischen Verbänden unter José Enrique Varela mit Umfassung bedroht.[41]

### Februar
- 5. bis 7. Februar 1938: Schlacht von Alfambra. Nationalistischer Sieg.
- 27. Februar 1938: Ende der Schlacht von Teruel. Nationalistischer Sieg.

### März
- 5./6. März 1938: Seeschlacht von Cabo de Palos. Republikanischer Sieg. Das nationalistische Kriegsschiff Baleares wird versenkt.[42][43]
- 7. März 1938: Beginn der nationalistischen Aragonoffensive
- 16./17. März 1938: Aragonoffensive: Schlacht von Caspe[44][45]
- 25. März 1938: Beginn der Levante-Offensive
- 27. März 1938: Beginn der Schlacht von Lérida

### April
- 1. bis 3. April 1938: Schlacht von Gandesa. Nationalistischer Sieg.
- 3. April 1938: Ende der Schlacht von Lérida. Nationalistischer Sieg.[46]
- 4. April 1938: Beginn der Schlacht an der Segre
- 6. April 1938: Balaguer von den Nationalisten erobert.[46]
- 12. April 1938: Beginn der republikanischen Balaguer-Offensive
- 14. April 1938: Beginn der Schlacht von Bielsa
- 14./15. April 1938: Die Nationalisten erreichten bei Vinaròs die Küste, und schnitten Katalonien vom Rest des republikanischen Territoriums ab.[23][46]
- 19. April 1938: Ende der Aragonoffensive. Nationalistische Landgewinne in Aragonien, Katalonien und Levante. Republikanische Streitkräfte schwer geschwächt.

### Mai
- 22. bis 29. Mai 1938: Ende der Balaguer-Offensive. Nationalistischer Sieg.
- 25. Mai 1938: Luftangriff auf Alicante

### Juni
- 15. Juni 1938: Ende der Schlacht von Bielsa. Taktischer nationalistischer Sieg, strategischer republikanischer Sieg.

### Juli
- 18. Juli 1938: Zur Feier des zweiten Jahrestages des Militärputschs wurde Francisco Franco zum Kapitän-General des Heeres und der Flotte ernannt, obwohl dieser Rang traditionell spanischen Monarchen vorbehalten war.[47]
- 18. bis 24. Juli 1938: Kämpfe an der XYZ-Linie[48]
- 25. Juli 1938: Ende der Levante-Offensive. Republikanischer Sieg.
- 25. Juli 1938: Beginn der Ebroschlacht, der letzten republikanischen Großoffensive.[49]
- 31. Juli 1938: Beginn der Belagerung von Gandesa

### August
- August 1938: Negrín verkündete die Militarisierung und Übernahme der Kriegsindustrie und der Gerichtshöfe in Katalonien, was einen schweren Bruch mit der katalanischen ERC darstellte.[50]

### September
- 21. September 1938: Negrín teilte dem Völkerbund den Rückzug der Internationalen Brigaden mit.[51]
- 29. September 1938: Großbritannien und Frankreich setzten mit dem Münchner Abkommen bezüglich des Schicksals der Tschechoslowakei ihre Appeasement-Politik gegenüber Deutschland und Italien fort.

### Oktober
- 4. Oktober 1938: Die republikanische Regierung nahm wie vereinbart die Internationalen Brigaden aus den Kampflinien.[39]
- 24. Oktober 1938: Gerichtsprozess der POUM-Führung begann.[39]
- 29. Oktober 1938: Abschiedsparade der Internationalen Brigaden in Barcelona.[39]

### November

Fronten im November 1938

- 10. November 1938: Ende der Belagerung von Gandesa nach dem Rückzug der Republikaner. Nationalistischer Sieg.
- 16. November 1938: Ende der Ebroschlacht. Nationalistischer Sieg. Verheerende Niederlage für die Republikaner.

### Dezember
- 23. Dezember 1938: Beginn der nationalistischen Katalonienoffensive.

## Kriegsjahr 1939

### Januar
- 3. Januar 1939: Ende der Schlacht an der Segre. Nationalistischer Sieg.
- 5. Januar 1939: Beginn der Schlacht von Valsequillo
- 26. Januar 1939: Barcelona von Nationalisten erobert.[52]
- 28./29. Januar 1939: Luftangriff auf La Garriga

### Februar
- 4. Februar 1939: Ende der Schlacht von Valsequillo. Nationalistischer Sieg.
- 4. bis 9. Februar 1939: Übergabe von Menorca, britisch vermittelt, durch die republikanischen Verteidiger an die Nationalisten.[53]
- 10. Februar 1939: Ende der Katalonienoffensive. Entscheidender nationalistischer Sieg.
- 15. Februar 1939: Francisco Franco übermittelte seine Friedensvorstellungen an republikanische Unterhändler: Bedingungslose Kapitulation der Republik, mit vagen Versprechung von Gnade gegenüber all jenen Republikanern, die aufzugeben bereit waren.[54]
- 27. Februar 1939: Großbritannien erkannte die Franco-Regierung an.[53][55]

### März
- 3. März 1939: Negrín verteilte mehrere Kommandoposten in der Republik um, wobei kommunistische Kommandeure bevorzugt die aktiven Kommandos erhielten. Die antikommunistische Fraktion innerhalb der Republik ging daraufhin zum Staatsstreich über.[54]
- 4. bis 7. März 1939: Aufstand in Cartagena
- 5. März 1939: Segismundo Casado führte in der Republik einen Staatsstreich gegen das Negrín-Regime durch.[54] Er wurde von Anarchisten, moderaten Sozialisten und bürgerlichen Republikanern unterstützt.[26] Mehrere republikanische Staatsmänner (Casado als Oberhaupt, Julián Besteiro Fernández als Außenminister, Wenceslao Carrillo Alonso-Forjador als Innenminister) bildeten den Nationalen Verteidigungsrat.[54]
- 26. März 1939: Beginn der nationalistischen Endoffensive[54]
- 27. März 1939: Nationalspanien tritt (zunächst im Geheimen) dem Antikominternpakt bei.[56][57]

### April
- 1. April 1939: Ende der Endoffensive. Nationalistischer Sieg.[54][55]
- 1. April 1939: Siegeserklärung der Franco-Regierung. Ende des Spanischen Bürgerkriegs.[58][59]

## Nachkriegszeit
- 6. April 1939: Franco verkündete der Weltöffentlichkeit den spanischen Beitritt zum Antikominternpakt.[57]
- 8. Mai 1939: Spanien trat aus dem Völkerbund aus.[60]
- 19. Mai 1939: Siegesparade der Nationalisten in Madrid[61]
- 27. Mai 1939: Der Gebrauch der katalanischen Sprache wurde per Gesetz beschränkt.
- 23. September 1939: Ein Gesetz für Pensionen für Witwen und Waisen wurde verabschiedet, wobei nur die Familien von gefallenen Nationalisten Begünstigungen erhalten durften.[57]
- 1. April 1940: Gesetz gegen Freimaurerei und Kommunismus verabschiedet.
- Juli 1940: Die Franco-Regierung verhandelte mit den Deutschen über einen spanischen Eintritt in den Zweiten Weltkrieg. Die Verhandlungen blieben ergebnislos, und Spanien blieb bis 1945 neutral.[62]
- 13. Juli 1941: Die Blaue Division, bestehend aus spanischen Freiwilligen für den Dienst in der Wehrmacht an der Ostfront, wurde zur Ausbildung nach Grafenwöhr verlegt.[62]
- November 1942: Operation Torch verschob das Mächteverhältnis in Nordafrika entscheidend in Richtung der Alliierten.[62]
- 26. September 1953: Pakt von Madrid zwischen Spanien und den USA
- 20. November 1975: Francisco Franco starb, Juan Carlos I. wurde König Spaniens.
- 23. Februar 1981: Misslungener Putsch vom 23. Februar 1981 durch franquistische Elemente
- 1982: Spanischer NATO-Beitritt
- 1986: Spanischer EU-Beitritt